# Orthocladius fusiformis
Orthocladius fusiformis är en tvåvingeart som först beskrevs av Maurice Emile Marie Goetghebuer 1939.  Orthocladius fusiformis ingår i släktet Orthocladius och familjen fjädermyggor.
Artens utbredningsområde är Frankrike. Inga underarter finns listade i Catalogue of Life.